# Erebia feminina
Erebia feminina är en fjärilsart som beskrevs av Curt Eisner 1946. Erebia feminina ingår i släktet Erebia och familjen praktfjärilar. Inga underarter finns listade i Catalogue of Life.